# Cuernavaca
Cuernavaca er hovedstaden og den største by i den Mexicanske stat Morelos med 349.102 registrerede indbyggere (2005). Det anslås at der reelt bor 480.000 (2005).[kilde mangler] Byen blev grundlagt ca. 1200 f.kr. nær Gualupita af Olmekerne, kendt som "moder-kulturen" blandt Mesoamerikanerne. Den er lokaliseret ca. 85 km syd for Mexico City. 
Byen er i folkemunde kendt under navnet "The eternal spring" (det evige forår), grundet sit stabile klima og varierede vegetation, hvilket til dels skyldes byens beliggenhed omgivet af bjerge. Temperaturen overstiger sjældent 28 C eller falder under 15 og gennemsnittemperaturen ligger på 21.1 C. Før spansk indtrængen i området brugte Aztekernes ledere området som et fristed, når klimaet i andre egne var hårdfør. I dag fungerer byen som et fristed for Mexico Citys elite samt udenlandske turister, af hvilke hovedparten er amerikanere.   
Navnet Cuernavaca stammer fra et Nathuatl ord "Cuauhnahuac", hvilket betyder "omgivet af træer" eller "tæt ved træer". Navnet blev senere tilpasset den spanske tunge, eftersom spaniolerne ikke kunne udtale de indfødtes navngivning af stedet.
Gennem tiden har Cuernavaca huset mange historiske personligheder, alt fra kunstnere til politiske kometer.Nok mest kendt er Hernan Cortes (1485 – 2. december 1547), som var grundlægger af det spanske herredømme over Mexico, hvis residens og borg (Palacio de Cortes) er beliggende i byens centrum, og er bygget ovenpå/af et Aztekisk tempel, som var i brug frem til hans ankomst. Borgen er åben for offentligheden, og fungerer som et museum, der fortæller områdets historie fra Olmekerne frem til den Mexicanske Revolution. Det er specielt kendt for et 22x4 meter vægmaleri af Diego Rivera.